# بزرگراه ۹۹ بریتیش کلمبیا
بزرگراه ۹۹ بریتیش کلمبیا (انگلیسی: British Columbia Highway 99) شریان شمالی-جنوبی اصلی است که از منطقه ونکوور بزرگ در بریتیش کلمبیا از مرز ایالات متحده آمریکا–کانادا، از هاو ساند از طریق دریا تا اسکای کانتری تا لیلویت بالا می‌رود و به بزرگراه ۹۷ کانادا در شمال کش کریک، بریتیش کلمبیا متصل می‌شود. شماره بزرگراه از مسیر سابق بزرگراه ۹۹ ایالات متحده آمریکا، که بزرگراه ابتدا به آن در مرز متصل می‌شد، مشتق شده بود. این بزرگراه در حال حاضر به بزرگراه میان‌ایالتی ۵ در مرز ایالات متحده متصل می‌شود.